# سمير بنجلون
سمير بنجلون (بالفرنسية: Samir Bengelloun)‏ هو لاعب كرة قدم فرنسي في مركز الدفاع، ولد في 2 فبراير 1985 في باريس في فرنسا. لعب مع نادي بويسي ونادي تروا ونادي لوكوموتيف بلوفديف.